# Diplodactylus
Diplodactylus is een geslacht van hagedissen die behoren tot de gekko's en de familie Diplodactylidae.

## Naam en indeling
De wetenschappelijke naam van de groep werd voor het eerst voorgesteld door John Edward Gray in 1832. Er zijn 27 soorten, vroeger was het geslacht veel soortenrijker, een aantal soorten is echter in de loop der tijd aan andere geslachten toegewezen, zoals Lucasium. Soms worden er ook nieuwe soorten ontdekt, zoals de pas in 2016 beschreven soort Diplodactylus ameyi.
De geslachtsnaam Diplodactylus betekent vrij vertaald 'dubbeltenigen'.

## Uiterlijke kenmerken
De hagedissen bereiken een lichaamslengte exclusief staart tot ongeveer vijf tot zeven centimeter. De staart is vaak veel korter dan het lichaam en is opvallend dik en plomp, veel soorten hebben een afgeplatte staart. De lichaamskleur is variabel, de meeste soorten hebben een bruine kleur met lichter en donkere vlekken aan de bovenzijde. Ook een lichtere rugstreep komt voor, deze kan ook een zigzagpatronen hebben of onderbroken zijn.

## Levenswijze
Alle soorten zijn bodembewonend en 's nachts actief, de hagedissen schuilen overdag onder objecten op de bodem of in holen.

## Verspreiding en habitat
Alle soorten komen endemisch voor in Australië en leven in de deelstaten Noordelijk Territorium, Queensland, West-Australië, Zuid-Australië, New South Wales en Victoria. De habitat bestaat uit droge savannen en verschillende typen bossen, scrublands en graslanden. Ook in door de mens aangepaste streken zoals akkers kunnen de hagedissen worden gevonden.

## Beschermingsstatus
Door de internationale natuurbeschermingsorganisatie IUCN is aan alle soorten een beschermingsstatus toegewezen. Van de gekko's worden er 23 beschouwd als 'veilig' (Least Concern of LC), een als 'onzeker' (Data Deficient of DD), twee als 'kwetsbaar' (Vulnerable of VU) en een soort als 'gevoelig' (Near Threatened of NT).

## Soorten
Het geslacht omvat de volgende soorten, met de auteur, het verspreidingsgebied en de beschermingsstatus.
| Naam                         | Auteur                             | Verspreidingsgebied                                                                       | Beschermingsstatus |
| ---------------------------- | ---------------------------------- | ----------------------------------------------------------------------------------------- | ------------------ |
| Diplodactylus ameyi          | Couper & Oliver, 2016              | Australië (New South Wales, Queensland)                                                   |                    |
| Diplodactylus barraganae     | Couper, Oliver & Pepper, 2014      | Australië (Noordelijk Territorium, Queensland)                                            |                    |
| Diplodactylus bilybara       | Couper, Oliver & Pepper, 2014      | Australië (West-Australië)                                                                |                    |
| Diplodactylus calcicolus     | Hutchinson, Doughty & Oliver, 2009 | Australië (West-Australië, Zuid-Australië)                                                |                    |
| Diplodactylus capensis       | Doughty, Oliver & Adams, 2008      | Australië (West-Australië)                                                                |                    |
| Diplodactylus conspicillatus | Lucas & Frost, 1897                | Australië (Noordelijk Territorium, Queensland, West-Australië, Zuid-Australië)            |                    |
| Diplodactylus custos         | Couper, Oliver & Pepper, 2014      | Australië (West-Australië)                                                                |                    |
| Diplodactylus fulleri        | Storr, 1978                        | Australië (West-Australië)                                                                |                    |
| Diplodactylus furcosus       | Peters, 1863                       | Australië (Zuid-Australië, mogelijk in New South Wales en Victoria)                       |                    |
| Diplodactylus galaxias       | Doughty, Pepper & Keogh, 2010      | Australië (West-Australië)                                                                |                    |
| Diplodactylus galeatus       | Kluge, 1963                        | Australië (Noordelijk Territorium, Zuid-Australië)                                        |                    |
| Diplodactylus granariensis   | Storr, 1979                        | Australië (West-Australië, Zuid-Australië)                                                |                    |
| Diplodactylus hillii         | Longman, 1915                      | Australië (Noordelijk Territorium)                                                        |                    |
| Diplodactylus kenneallyi     | Storr, 1988                        | Australië (West-Australië)                                                                |                    |
| Diplodactylus klugei         | Aplin & Adams, 2008                | Australië (West-Australië)                                                                |                    |
| Diplodactylus laevis         | Sternfeld, 1925                    | Australië (West-Australië, Noordelijk Territorium, Zuid-Australië)                        |                    |
| Diplodactylus lateroides     | Doughty & Oliver, 2013             | Australië (West-Australië)                                                                |                    |
| Diplodactylus mitchelli      | Kluge, 1963                        | Australië (West-Australië)                                                                |                    |
| Diplodactylus nebulosus      | Doughty & Oliver, 2013             | Australië (West-Australië)                                                                |                    |
| Diplodactylus ornatus        | Gray, 1845                         | Australië (West-Australië)                                                                |                    |
| Diplodactylus platyurus      | Parker, 1926                       | Australië (Queensland, Zuid-Australië)                                                    |                    |
| Diplodactylus polyophthalmus | Günther, 1867                      | Australië (West-Australië)                                                                |                    |
| Diplodactylus pulcher        | Steindachner, 1870                 | Australië (West-Australië, Zuid-Australië)                                                |                    |
| Diplodactylus savagei        | Kluge, 1963                        | Australië (West-Australië)                                                                |                    |
| Diplodactylus tessellatus    | Günther, 1875                      | Australië (New South Wales, Noordelijk Territorium, Queensland, Victoria, Zuid-Australië) |                    |
| Diplodactylus vittatus       | Gray, 1832                         | Australië (New South Wales, Queensland, Victoria, Zuid-Australië)                         |                    |
| Diplodactylus wiru           | Hutchinson, Doughty & Oliver, 2009 | Australië (West-Australië, Zuid-Australië)                                                |                    |